# Premzl
Premzl je priimek več znanih Slovencev:
- Branko Premzl (*1961), elektrotehnik, podjetnik
- Primož Premzl (*1963), galerist, založnik (izdal 50 del s področja domoznanstva, kulturne in umetnostne zgodovine tetr etnologije), publicist, zbiratelj [umetniški kabinet Primož Premzl Maribor]
- Vilibald Premzl (*1940), arhitekt, urbanist in strokovnjak za varstvo okolja
- Tomaž Premzl, oblikovalec luči